# St. Hilaire (Minnesota)
St. Hilaire és una població dels Estats Units a l'estat de Minnesota. Segons el cens del 2000 tenia 272 habitants.

## Demografia
Segons el cens del 2000, St. Hilaire tenia 272 habitants, 121 habitatges, i 68 famílies. La densitat de població era de 136,4 habitants per km².
Dels 121 habitatges en un 32,2% hi vivien nens de menys de 18 anys, en un 36,4% hi vivien parelles casades, en un 13,2% dones solteres, i en un 43% no eren unitats familiars. En el 33,9% dels habitatges hi vivien persones soles el 8,3% de les quals corresponia a persones de 65 anys o més que vivien soles. El nombre mitjà de persones vivint en cada habitatge era de 2,25 i el nombre mitjà de persones que vivien en cada família era de 2,88.
Per edats la població es repartia de la següent manera: un 26,5% tenia menys de 18 anys, un 11,8% entre 18 i 24, un 30,5% entre 25 i 44, un 23,5% de 45 a 60 i un 7,7% 65 anys o més.
L'edat mediana era de 34 anys. Per cada 100 dones de 18 o més anys hi havia 98 homes.
La renda mediana per habitatge era de 26.250 $ i la renda mediana per família de 37.143 $. Els homes tenien una renda mediana de 27.188 $ mentre que les dones 19.583 $. La renda per capita de la població era de 13.317 $. Entorn del 3,3% de les famílies i el 14,1% de la població estaven per davall del llindar de pobresa.

## Poblacions properes
El següent diagrama mostra les poblacions més properes.